# Kostel svatého Mikuláše (Merklín)
Kostel svatého Mikuláše je barokní kostel v Merklíně.
Kostel byl vystavěn již v období 14. století. Radikálně byl přestavěn na konci 17. století, kdy byl také prodloužen. Během požáru města v únoru 1817 byl kostel značně poškozen, ale již v následujícím roce byl opraven.
Obdélně klenutá loď kostela s polygonálním závěrem je v jihozápadním nároží stavby opatřena věží, jejíž fasáda je členěna lesénovým řádem. Kaple přistavěná k presbyteriu je sklenuta eliptickou klenbou.
Areál kostela doplňuje barokní fara vystavěná roku 1712 a sochy sv. Floriána a sv. Notburgy datované vročením do roku 1765. Kamenné skulptury byly zhotoveny spolu s další sochou sv. Gotharda, stojící dnes při silnici na Ptenín, ve druhé polovině 18. století nákladem rodu Morzinů pro výzdobu zámeckého areálu, odkud byly v pozdějších letech přemístěny na současná místa.
Je chráněn jako kulturní památka České republiky.